# 林皋镇
林皋镇，是中华人民共和国陕西省渭南市白水县下辖的一个乡镇级行政单位。
2015年，陕西省民政厅批复同意撤销云台镇，并入林皋镇。

## 行政区划
林皋镇下辖以下地区：
林皋社区、林皋村、普均村、桃洼村、高东村、高西村、南马村、吴尧村、林皋河村、焦段河村、北马村、赵尧村、礼乐村、许道村、许家河村、云门村、四街村、武子村、可仙村、新卓村、沙石坡村、郭畔村、北圪塔村、王城村、中塬村、凉泉村、段家塬村、白石河村、冯家山村、姚庄村、陈家沟村和山岔村。